# Christophe Dubois
Christophe Dubois (Valenciennes, 18 agosto 1968) è uno scrittore francese, di importanza internazionale.
Tra i suoi libri ricordiamo Les Islamistes sont déjà là scritto assieme a Christophe Deloire. 

## Opere
- Christophe Dubois e  Christophe Deloire, L'Enquête sabotée : Comment l'assassin présumé du préfet Erignac a-t-il pu s'échapper?, Albin Michel, Paris, 2003
- Christophe Dubois e  Christophe Deloire, Les Islamistes sont déjà là : Enquête sur une guerre secrète, Albin Michel, Paris, 2004
- Christophe Dubois e  Christophe Deloire, Sexus Politicus, Albin Michel, Paris, 2006
- Christophe Dubois e  Christophe Deloire, Sexus Politicus, J'ai Lu, Paris, 2008
- Christophe Dubois e Marie-Christine Tabet, L'argent et les politiques : Les enfants gâtés de la République, Albin Michel, Paris, 2009